# Alberto Tallone
Pour les articles homonymes, voir Tallone.
Alberto Tallone (né le 12 février 1898 à Bergame et mort le 25 mars 1968 à Alpignano) est un éditeur italien, fils du peintre Cesare Tallone.

## Biographie
Alberto Tallone se forme dans les années 1930, avant de reprendre les presses de Maurice Darantière (La Vallée aux loups).
Il a travaillé avec Giuseppe Govone qui l'a hébergé à Turin pendant la Seconde Guerre mondiale.
Il a dirigé les presses de l'Hôtel de Sagonne et a transféré l'atelier en Italie en 1958 à Alpignano près de Turin.
Alberto Tallone est mort en 1968.

## Livres édités dans la période française
- Dante Alighieri, Alpignano, 1965, 167 p.
- Extrait du rapport des Commissaires de S.M. britannique Camillo Benso conte di Cavour, Alpignano, 1961, 142 p., 1500 ex.
- Giacomo Leopardi, Canti, Vallée aux Loups, Darantière, 1934. 2 vol. in 4°.
- Ferdinando Reyna, Des origines du ballet, Paris, Alberto Tallone, 1955, in-4°, 201 p., ill.
- Gustave Flaubert, La Légende de Saint Julien l'hospitalier, Paris, Alberto Tallone, 1945, 140 p., 2000 ex. sur vélin de Lana
- Alberto Sartoris, Léonard architecte, Paris, Alberto Tallone, 1952, 231 p., 750 ex.
- Marianna Alcoforado, Lettres de la religieuse portugaise, Alpignano, Tallone, 1961, 127 p.